# Ruth Niehaus
Ruth Hildegard Rosemarie Niehaus, verheiratete Ruth Lissner (* 11. Juli 1925 in Krefeld; † 24. September 1994 in Hamburg), war eine deutsche Theater- und Filmschauspielerin und Regisseurin.

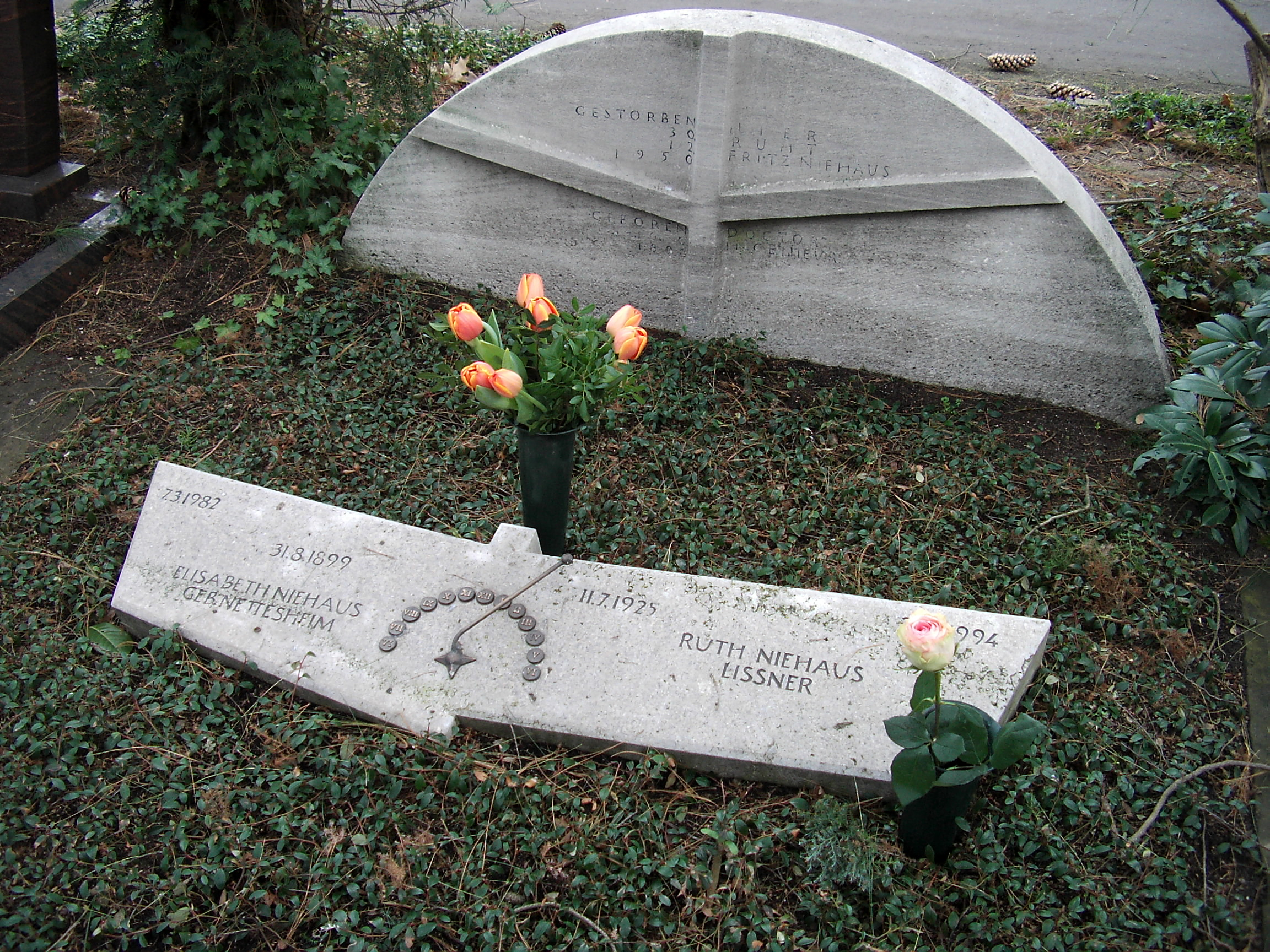
Grabstätte Familie Niehaus in Meerbusch-Büderich, Der Grabstein wurde geschaffen von Joseph Beuys im Jahr 1951, die Grabplatte wurde 1995 von Hans Jochem entworfen

## Leben
Ihre Eltern waren Elisabeth Niehaus, geb. Nettesheim (1899–1982) und der Ingenieur Fritz Niehaus (1896–1950). Ihr Bruder war der Münchener Chirurg Helmut Niehaus (1928–1994). Ruth Niehaus wuchs in der Gartenstadt Meererbusch, heute Meerbusch, auf. Elisabeth Niehaus war Volkswirtin und später Kinderbuchautorin. 1966 veröffentlichte sie das Buch Der Mond geht mit Cordula: Mein Enkel erzählt.
Nach dem Abitur an der Luisenschule in Düsseldorf besuchte sie die dortige Schauspielschule unter Peter Esser, der sie 2 Jahre unterrichtete und ihr ein erstklassiges Abschlusszeugnis ausstellte. Sie erhielt Bühnenengagements unter anderem in Krefeld, Oldenburg, Berlin, Basel, Düsseldorf (bei Gustaf Gründgens), München, am Deutschen Schauspielhaus Hamburg (bei Oscar Fritz Schuh) und am Burgtheater in Wien. Sie war eine Charakterdarstellerin des klassischen und modernen Theaters.
Ruth Niehaus wurde „die Rita Hayworth des deutschen Films der 1950er Jahre“ genannt und galt als Fräuleinwunder. Sie war einer der großen Kinostars der 1950er Jahre und war auf den Titelseiten von Stern und Film und Frau. 1950 lernte sie in Hamburg den US-Schauspieler Orson Welles kennen, der ihr drei Filmhauptrollen in Hollywood anbot und einen Heiratsantrag machte. Zu seinem Erstaunen lehnte sie sein Angebot ab und blieb in Deutschland.
1952 brillierte sie als Solveigh in Peer Gynt zusammen mit Will Quadflieg am Deutschen Schauspielhaus in Hamburg.
1955 erhielt der Film Weg ohne Umkehr den ersten Golden Globe Award für Deutschland nach dem Krieg. Ruth Niehaus spielte neben Ivan Desny und René Deltgen die Hauptrolle.
1959 reiste sie mit der deutschen Filmdelegation u. a. mit Bernhard Wicki, Liselotte Pulver und Eva-Ingeborg Scholz zur Deutschen Filmwoche nach Tokio.
1964 wurde sie vom Fotografen Peter Basch in seinem Atelier in New York fotografiert und in seinem Buch Junge Schönheit abgebildet.
Außerdem wirkte Niehaus bei Hörspielproduktionen mit.
Gastauftritte hatte sie auch in Fernsehshows, u. a. in Je später der Abend bei Dietmar Schönherr (1974), Einer wird gewinnen bei Hans-Joachim Kulenkampff (1985) oder Zum Blauen Bock bei Heinz Schenk (1982).
Als Werbeträgerin sah man sie bei Rosenthal Porzellan, Lux Seife oder Ergee Strumpfhosen.
1970 veröffentlichte Ruth Niehaus die Memoiren ihres Mannes, Ivar Lissner, unter dem Titel Vergessen aber nicht vergeben im Ullstein Verlag.
1988, 1989, 1990 und 1991 begab sie sich auf Spurensuche nach China, um insbesondere in Harbin, mehr über das Leben ihres verstorbenen Mannes, des Journalisten und langjährigen Chefredakteurs der Illustrierten Kristall, Ivar Lissner, zu erfahren. Sie schrieb ein Drehbuch über sein Leben, das sie kurz vor ihrem Tod noch fertigstellen konnte. 1994 wollte sie wieder eine Fernsehrolle übernehmen; dazu kam es aufgrund ihrer Erkrankung jedoch nicht mehr.
Ruth Niehaus ist die Großtante der Schauspielerin Valerie Niehaus, die 2014 bei der Einweihung der Ruth-Niehaus-Straße in Meerbusch eine Laudatio hielt.
Ihre Tante, Agnes Niehaus, heiratete den Bruder von Otto Lagerfeld, Karl Lagerfeld war ein Cousin.
Vom 25. September bis 7. November 2021 fand in Meerbusch eine Ausstellung über das Leben und Wirken von Ruth Niehaus statt.
2022 wurde der künstlerische Nachlass von Ruth Niehaus an die Theaterwissenschaftliche Sammlung der Universität zu Köln übergeben.

## Bühnenengagements
Ruth Niehaus war auf vielen großen deutschen, österreichischen und Schweizer Bühnen als seriöse Charakterdarstellerin zu sehen. Ihre bedeutendsten Rollen waren Johanna (Die Jungfrau von Orléans), Gretchen (Faust), Pippa (Und Pippa tanzt!), Ophelia (Hamlet), Mrs. de Winter, Desdemona (Othello), Medea, Gigi, Anne Frank, Undine, Cressida u. v. a. Sie trat auch in Uraufführungen zeitgenössischer Stücke auf. Besonders zu erwähnen sind u. a. Alarica in der Lauf des Bösen von Jacques Audiberti in Essen 1957, Jeanne d’Arc von Thierry Maulnier in der Inszenierung von Wilhelm Speidel, 1954 in Schwäbisch Hall oder The Miracle Worker Licht im Dunkel die Helen Keller Story als Annie Sullivan 1963 im Hansa-Theater (Berlin)
Ihre Theaterkarriere begann 1947–1948 am Stadttheater Krefeld, gefolgt von Engagements am Deutschen Schauspielhaus in Hamburg (1948–1949), am Oldenburgischen Staatstheater (1949–1950) und bei Gustaf Gründgens in Düsseldorf (1952–1954). 1952 gab sie ihr Debüt bei Gustaf Gründgens in der Ulrich Haupt Inszenierung Medea, als Kreusa neben Elisabeth Flickenschildt und Peter Esser. Im Sommer 1954 war sie in Heilbronn als Gretchen zu sehen. 1955 wurde sie an die Hamburger Kammerspiele verpflichtet, sie spielte auch an den städtischen Bühnen in Wuppertal. 1957 spielte sie bei den Luisenburg-Festspiele das Käthchen in Käthchen von Heilbronn von Heinrich von Kleist mit Heinz Baumann als Wetter vom Strahl.
Bei den Festspielen in Bad Hersfeld wurde sie unter der Regie von William Dieterle in Goethes Faust als „Das deutsche Gretchen 1959“ gefeiert. 1961 und 1962 spielte sie dort ebenfalls unter der Regie von Dieterle die Titania in Shakespeares Ein Sommernachtstraum. 1964 war sie neben Hannes Messemer in Die Verschwörung des Fiesko zu Genua von Friedrich Schiller auf den Ruhrfestspiele in Recklinghausen zu sehen. Der WDR sendete eine Fernsehaufzeichnung am 1. Weihnachtsfeiertag für das Abendprogramm der ARD. 1959 wurde sie am Wiener Burgtheater in Heinrich von Kleist im Prinz von Homburg in der Rolle der Prinzessin Nathalie verpflichtet. 1964 bis 1968 war ihre erfolgreichste Zeit bei Oscar Fritz Schuh am Deutschen Schauspielhaus Hamburg.
In Hamburg rührte sie 1952 den anwesenden Autor Jean Cocteau mit ihrer Darstellung der Eurydice in seinem Schauspiel Orpheus zu Tränen. Ihr Partner war Richard Lauffen. Das Stück war die erste Fernsehaufzeichnung einer Theateraufführung. 1977 inszenierte Oscar Fritz Schuh an den Hamburger Kammerspiele das Stück Schneider Wibbel in dem sie zusammen mit Ida Ehre und Hans Clarin agierte. 1987 konnte Ruth Niehaus ihr 40. Bühnenjubiläum feiern. Sie stand bis 1992 auf der Bühne. Ihre erfolgreichste Zeit waren die Jahre von 1964 bis 1968 am Deutschen Schauspielhaus in Hamburg. 1968 verließ sie das Haus zusammen mit dem Intendanten Oscar Fritz Schuh und verkörperte weitere Rollen in dessen Inszenierungen. Bis zu seinem Tod im Jahr 1984 waren Schuh und dessen Ehefrau, die Malerin und Bühnenbildnerin Ursula Schuh, die 1993 starb, ihre engsten Freunde.
Wichtigste Bühnenrollen am Deutschen Schauspielhaus waren:
- 1948 „Phania“ in: Penthesilea von Heinrich von Kleist
- 1948 „Luise“ in: Kabale und Liebe von Friedrich Schiller
- 1949 „Emma“ in: Titus Feuerfuchs von Johann Nestroy
- 1952 „Solvejg“ in: Peer Gynt von Henrik Ibsen
- 1964 „Alarica“ in: Der Lauf des Bösen von Jacques Audiberti
- 1965 „Mee Lan“ in: Die Chinesische Mauer von Max Frisch
- 1965 „Penelope“ in: Ein Unglücklicher Zufall von James Saunders
- 1965 „Zoe“ in: Ein Duft von Blumen von James Saunders
- 1965 „Titania“ in: Ein Sommernachtstraum von William Shakespeare
- 1965 „Belisa“ in: In seinem Garten liebt Don Perlimplin Belisa von Federico García Lorca
- 1966 „Undine“ in: Undine von Jean Giraudoux
- 1966 „Cressida“ in: Troilus und Cressida von William Shakespeare
- 1967 „Klärchen“ in: Egmont von Johann Wolfgang von Goethe
- 1967 „Lucile“ in: Dantons Tod von Georg Büchner
- 1968 „Wäscherin / Leni“ in: Der Process von Franz Kafka
- 1968 „Palastaufseher Charlotte Legion“ in: Opus von James Saunders
- 1968 „Martha Laine“ in: Der Tausch von Paul Claudel

## Filmengagements
1951 gab sie in der Curt-Goetz-Verfilmung Das Haus in Montevideo als Tochter der von Goetz und seiner Ehefrau Valérie von Martens verkörperten Hauptfiguren ihr Spielfilmdebüt. Im selben Jahr spielte sie neben O. W. Fischer und Liselotte Pulver in Heidelberger Romanze. Ein Jahr später erhielt sie in dem Drama Rosen blühen auf dem Heidegrab neben Hermann Schomberg und Armin Dahlen ihre erste Hauptrolle. Dieser ungewöhnlich düstere Heimatfilm, der sich von der damaligen Kinokonfektion deutlich abhob, gehört zu den Höhepunkten in Niehaus’ Filmkarriere. Er wird häufig von Goethe-Instituten im Ausland gezeigt. Es folgten mehrere Hauptrollen in Filmproduktionen wie Rosenmontag (neben Dietmar Schönherr und Willy Birgel unter der Regie von Willy Birgel), Am Anfang war es Sünde (nach Guy de Maupassant), Weg ohne Umkehr (neben Ivan Desny und René Deltgen) (1954 Bundesfilmpreis und 1955 Golden Globe Award) und 1956 in Studentin Helene Willfüer neben Hans Söhnker, Elma Karlowa und Harald Juhnke (nach Vicki Baum). Neben Horst Buchholz und Myriam Bru spielte sie im Jahr 1958 in Auferstehung (1958). 1960 stand sie in Argentinien für die Produktion Cavalcade neben Helmuth Schneider vor der Kamera.
Zu Beginn der 1960er Jahre zog sich Niehaus weitgehend aus dem Filmgeschäft zurück und übernahm nur noch sporadisch Rollen in Film- und Fernsehproduktionen. Unter der Regie von Oscar Fritz Schuh sah man sie 1969 in der Hauptrolle der Adrienne Mesurat mit Richard Lauffen und 1970 in Teresa, nach Natalia Ginzburg mit Marion Michael oder in der Erich-Kästner-Adaption Fabian, der Tatort-Folge Miriam mit Götz George und Sunnyi Melles sowie Episoden der Fernsehserien Der Alte und Sonderdezernat K1. 1987 sah man sie in der Rolle der Anna neben Heinz Baumann, Annette Uhlen und Jürgen Vogel in der Produktion von Wolfgang Menge und Horst Königstein Reichshauptstadt – privat. 1988 drehte sie mit Königstein zusammen das Filmporträt Ein König in seinem Reich über ihren langjährigen Freund, den HÖRZU-Gründer Eduard Rhein. 1989 drehte die ARD in der Reihe Frauengeschichten ein Porträt über Ruth Niehaus. Ihre letzte Rolle spielte sie 1993 in der Kinoproduktion von Detlev Buck Wir können auch anders ….

## Regiearbeiten
1994 erhielt Ruth Niehaus zusammen mit Christa Auch-Schwelk für den Dokumentarfilm Jeffrey – Zwischen Leben und Tod den Medienpreis der Deutschen AIDS-Stiftung. Als Theaterregisseurin inszenierte sie 1987 Rebecca an den Münchener Kammerspielen.

## Privates
1950 heiratete Ruth Niehaus den Journalisten (Paris Match) und Bestsellerautor Ivar Lissner (1909–1967), den sie auf einem Faschingsfest in Hamburg kennenlernte. 1951 wurde die gemeinsame Tochter Imogen Lissner, heute Imogen Jochem, geboren. Ruth Niehaus hatte drei Enkelkinder. Das Ehepaar Niehaus-Lissner hatte seinen ersten Wohnsitz in der Schweiz, in Chesières sur Ollon, Les Ecovets, in einem 1962 neu errichteten Chalet, 1300 m hoch gelegen, in direkter Nachbarschaft zu Jean Anouilh. 1966 arbeitete und wohnte Irm Hermann dort. Ivar Lissner hatte sie als Sekretärin angestellt. Zuvor wohnten sie ab 1956 in Grünwald in einer Villa in der Muffatstraße 13. Ruth Niehaus bewohnte seit 1950 bis zu ihrem Tod auch eine Wohnung in den Hamburger Grindelhochhäusern. Im schweizerischen Kanton Tessin besuchte sie oft ihr Haus im Dorf Carona, das Casa Ivar, das sie im Jahr 1959 bezog. Dort war sie mit Meret Oppenheim gut befreundet.
1967 starb Ivar Lissner im Alter von 58 Jahren in Chesières sur Ollon, so dass Ruth Niehaus mit 42 Jahren verwitwet war. Ruth Niehaus selbst starb am 24. September 1994 in Hamburg im Alter von nur 69 Jahren infolge einer schweren Erkrankung. Beerdigt wurde sie in Meerbusch-Büderich bei ihren Eltern. Horst Königstein hielt eine Trauerrede.
Joseph Beuys gestaltete 1951 den Grabstein für die Familiengrabstätte, der an Fritz Niehaus erinnert, den Vater von Ruth Niehaus. Beuys hatte von 1946 bis 1948 ein Zimmer in der Villa der Familie Niehaus in Meerbusch, Am Willer 3, bewohnt. Beuys porträtierte Ruth Niehaus in jungen Jahren und war zeitlebens der Familie Niehaus freundschaftlich verbunden. Der Hamburger Architekt Hans Jochem und Schwiegervater von Ruth Niehaus’ Tochter entwarf 1995 eine Grabplatte für Ruth Niehaus und ihre Mutter Elisabeth Niehaus, damit der Beuys-Grabstein unverändert blieb. Der EUROGA-Kunstweg führt direkt zum Grab der Familie Niehaus.

## Kinofilme (Komplett)
- 1951: Das Haus in Montevideo, Regie: Curt Goetz
- 1951: Heidelberger Romanze, Regie: Paul Verhoeven
- 1952: Rosen blühen auf dem Heidegrab, Regie: Hans Heinz König
- 1953: Weg ohne Umkehr, Regie: Victor Vicas 1954 Bundesfilmpreis, 1955 Golden Globe Award
- 1954: Am Anfang war es Sünde, Regie: Franz Cap
- 1955: Rosenmontag, Regie: Willy Birgel
- 1956: Studentin Helene Willfüer, Regie: Rudolf Jugert
- 1958: Auferstehung, Regie: Rolf Hansen
- 1959: Heimat unter heißer Sonne (Cavalcade), Regie: Richard von Schenk
- 1980: Fabian, Regie: Wolf Gremm
- 1989: Hard Days, Hard Nights, Regie: Horst Königstein
- 1993: Wir können auch anders..., Regie: Detlev Buck

## Fernseharbeiten (Auswahl)
- 1952: Orpheus Fernsehaufzeichnung aus dem Theater im Zimmer
- 1961: Ein Sommernachtstraum Fernsehaufzeichnung Stiftsruine Bad Hersfeld
- 1962: Der erste Frühlingstag, Regie: William Dieterle
- 1962: Gabriel Schillings Flucht
- 1964: Die Verschwörung des Fiesco zu Genua, WDR-Fernsehaufzeichnung der Ruhrfestspiele 1964
- 1966: In seinem Garten liebt Don Perlimplin Belisa, Regie: Oscar Fritz Schuh
- 1967: Egmont, Regie: Oscar Fritz Schuh
- 1968: Dantons Tod, Regie: Oscar Fritz Schuh
- 1969: Adrienne Mesurat, Regie: Oscar Fritz Schuh
- 1969: Der Tausch, Regie: Oscar Fritz Schuh
- 1970: Teresa, Regie: Oscar Fritz Schuh
- 1970: Das Lied der Lieder, Regie: Oscar Fritz Schuh
- 1971: Hilfe, meine Frau will Jungfrau bleiben
- 1974: Der Florentinerhut, Regie: Oscar Fritz Schuh
- 1977: Pariser Geschichten, Regie: Dieter Wedel
- 1977: Schneider Wibbel, Regie: Oscar Fritz Schuh
- 1978: Das Fernsehgericht tagt
- 1978: Der Alte: Marholms Erben
- 1979: Die Missvergnügten
- 1980: Fabian, Regie: Wolf Gremm
- 1981: Steckbriefe, ARD-Mehrteiler
- 1982: Sonderdezernat K1: Tödlicher Ladenschluss
- 1983: Tatort – Miriam
- 1986: Pattbergs Erbe
- 1987: Reichshauptstadt – privat, von Wolfgang Menge, Regie: Horst Königstein
- 1988: Ein König in seinem Reich, zusammen mit Horst Königstein über Eduard Rhein
- 1989: Lohengrin popelt, Erinnerungen an Curt Goetz
- 1989: Hard Days, Hard Nights, Regie: Horst Königstein
- 1989: ARD Frauengeschichten: Ruth Niehaus (Filmporträt über die Künstlerin) von Christa Auch-Schwelk
- 1990: In Stein gehauen, Seefahrerschicksale auf Amrum, von Christa Auch-Schwelk

## Hörspiele (Auswahl)
- 1960: Gebrüder Grimm: Die Gänsemagd, als Erzählerin
- 1978: Gebrüder Grimm: Der goldene Vogel als Königstochter, Die klugel Leute als Bauersfrau
  - Sindbad der Seefahrer: Das Geschenk des Kalifen als Sahrina, Schwester des Kalifen
- 1979: Oscar Wilde: Der glückliche Prinz, als Schneiderin
- 1982: Stefan Wolf: TKKG Der Schatz in der Drachenhöhle, als Ursula Sirtel
- 1983: Utta Danella: Der Schatten des Adlers, als Irina Kaiser
  - Ephraim Kishon: Paradies neu zu vermieten, als Gloria Birnbaum
  - Barbara Noack: Der Bastian, als Erzählerin
  - Alfred Hitchcock: Die drei ??? und das Narbengesicht, als Eileen Denicola
  - Edgar Wallace: Der Engel des Schreckens als Jean Briggerland, Das Verrätertor, als Diana

## Ehrungen
- Ruth-Niehaus-Straße in Meerbusch; feierlich eingeweiht am 24. September 2014, dem 20. Todestag der Künstlerin.[5] Valerie Niehaus, der Notar Konrad Adenauer, Angelika Mielke-Westerlage und Matthias Jochem würdigten Ruth Niehaus in ihren Ansprachen vor 50 Gästen.[6]

## Auszeichnungen
- 1952: Bambi für den Film Das Haus in Montevideo
- 1954: Bundesfilmpreis für den Film Weg ohne Umkehr
- 1955: Golden Globe Award für den Film Weg ohne Umkehr
- 1994: Medienpreis der Deutschen AIDS-Stiftung zusammen mit Christa Auch-Schwelk